# 인빈시블 (애니메이션)
《인빈시블》(Invincible)은 로버트 커크먼이 제작하고 프라임 비디오로 방송된 성인 슈퍼히어로 텔레비전 애니메이션이다. 이미지 코믹스에 커크먼, 코리 워커와 라이언 오틀리가 연재한 동명의 만화에 기반한 작품이다.
17세 소년 마크 그레이슨(성우 스티븐 연)이 주인공으로 그는 아버지 옴니맨(J. K. 시먼스)으로부터 초능력을 물려받아 슈퍼히어로가 된다. 지구에서 가장 위대한 영웅이 되려는 마크가 사생활과 영웅의 삶 사이에서 갈등하고 음모에 휘말려 고뇌하는 이야기를 그렸다. 조연인물로는 마크의 어머니이자 옴니맨의 아내 데보라 그레이슨(샌드라 오), 동료 히어로 아톰 이브(길리언 제이컵스)와 마크의 민간인 친구 윌리엄(앤드루 래널스)이 있다.
2021년 3월 25일 첫 3화가 동시공개됐으며 총 8화로 시즌 1을 마무리했다. 2023년 7월 21일 시즌 1 및 2 사이를 다룬 《인빈시블: 아톰 이브》를 공개했다. 2023년 11월 3일에 시즌 2가 방영됐다.
《인빈시블》은 방영 직후 평론과 관객 모두로부터 애니메이션, 액션 장면, 이야기, 목소리 연기 등으로 전폭적인 호평을 받았다.

## 회차 목록
| 시즌 | 시즌 | 회수 | 공개 날짜       | 공개 날짜       |
| 시즌 | 시즌 | 회수 | 시즌 시작       | 시즌 종료       |
| ---- | ---- | ---- | --------------- | --------------- |
|      | 1    | 8    | 2021년 3월 25일 | 2021년 4월 29일 |
|      | 2    | 8    | 2023년 11월 3일 | 2024년 4월 4일  |
|      | 3    | 8    | 2025년 2월 6일  | 2025년 3월 13일 |